# Novecento
Novecento é um filme épico ítalo-francês de 1976, do gênero drama, dirigido por Bernardo Bertolucci, com fotografia de Vittorio Storaro e trilha sonora de Ennio Morricone. Foi filmado em Emília, na Itália.

## Sinopse
O filme faz uma retrospectiva histórica da Itália desde o início do século XX até o término da Segunda Guerra Mundial, com base na vida de Olmo (Gérard Depardieu), filho bastardo de camponeses, e Alfredo (Robert De Niro), herdeiro de uma rica família de latifundiários, que apesar de nutrirem uma amizade desde a infância, são colocados em pólos política e ideologicamente antagônicos por conta de suas origens sociais, retratando o intenso cenário político que marcou a Itália e o mundo nas primeiras décadas do século XX, representado pelo fortalecimento das lutas trabalhistas ligadas ao socialismo em oposição à ascensão do fascismo.

## Elenco
- Robert De Niro
- Gérard Depardieu
- Dominique Sanda
- Donald Sutherland
- Burt Lancaster
- Francesca Bertini
- Laura Betti
- Werner Bruhns
- Stefania Casini
- Sterling Hayden
- Anna Henkel
- Ellen Schwiers
- Alida Valli
- Stefania Sandrelli

## Principais prêmios e indicações
Prêmio Bodil 1977 (Dinamarca)
- Venceu na categoria de melhor filme europeu.